# 俞源村
28°46′13″N 119°39′42″E / 28.77028°N 119.66167°E
俞源村位于中国浙江省金华市武义县西南部的俞源乡，距武义县城20公里。村民多俞姓。
俞源古村始建于南宋，相传杭州人俞德在松阳过世后，其子俞义扶柩回杭途径此地，后定居于此。明朝刘伯温按星象排列对该村布局进行设计，嘉靖年间为鼎盛时期，至清乾隆、道光时期再度兴盛。古村现存宋、元、明、清古建筑53处，共1072间3.4万平方米，其中一级保护36处。2001年俞源村古建筑群被列为第五批全国重点文物保护单位。2003年俞源村被列为第一批中国历史文化名村。

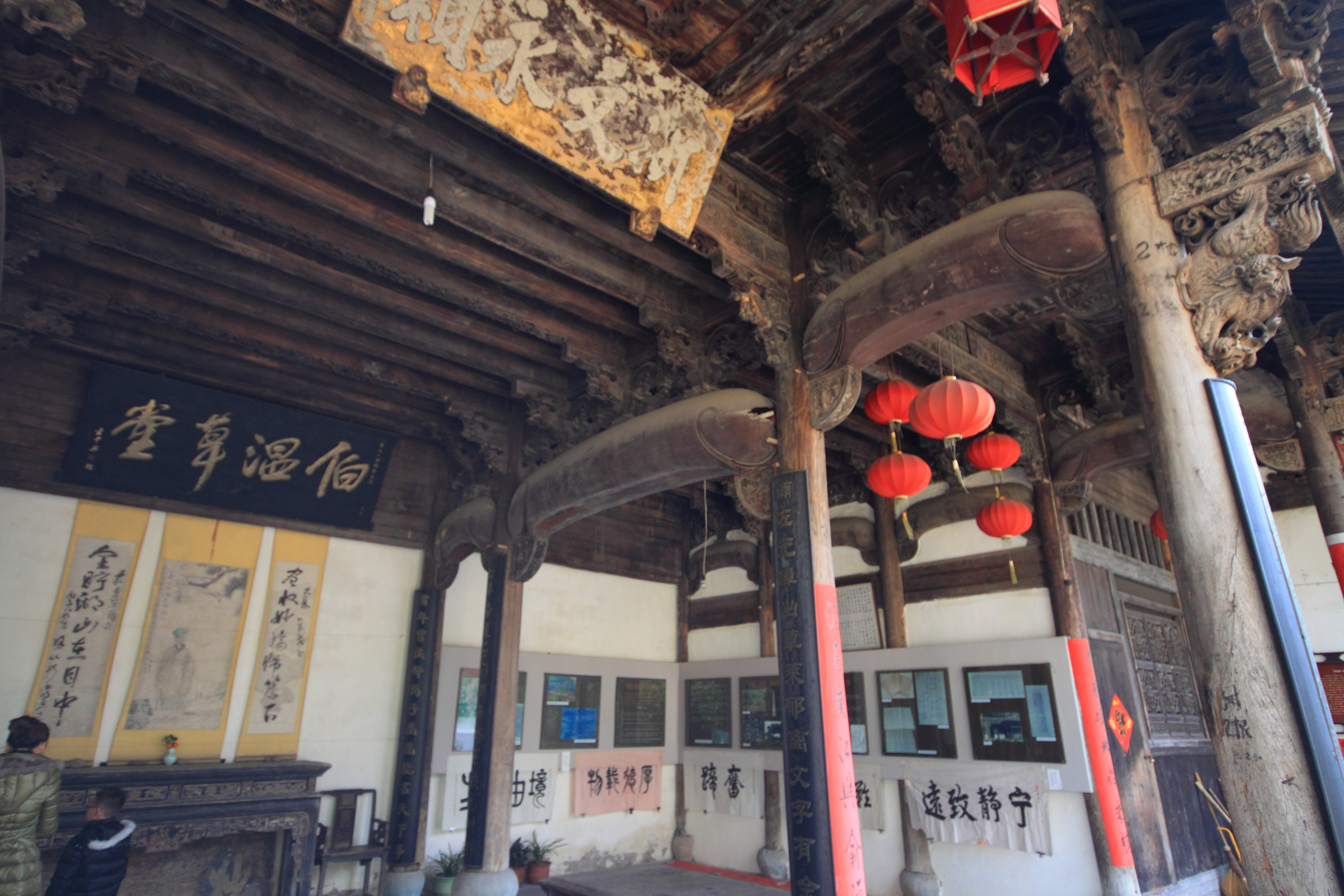
伯温草堂
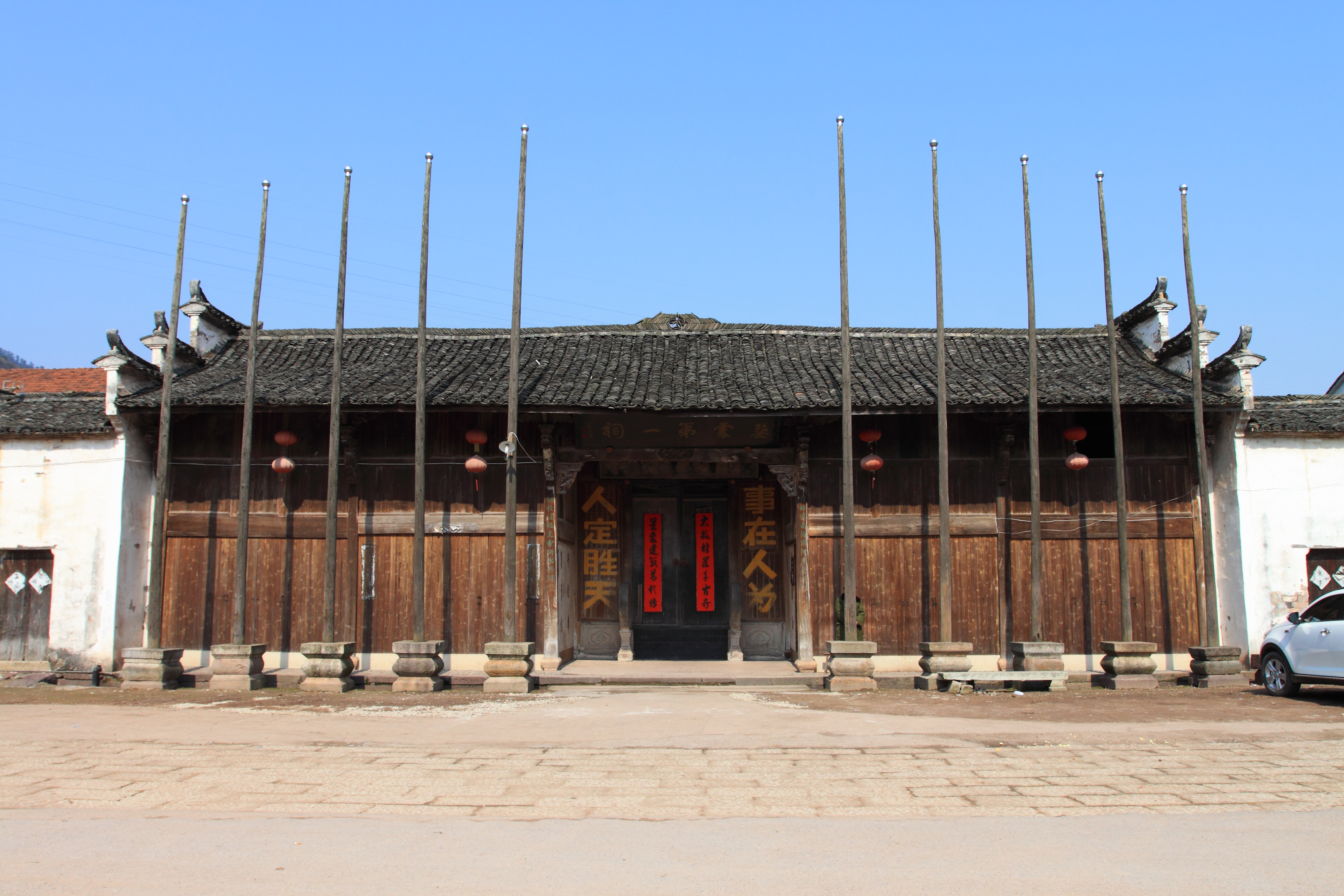
俞氏宗祠
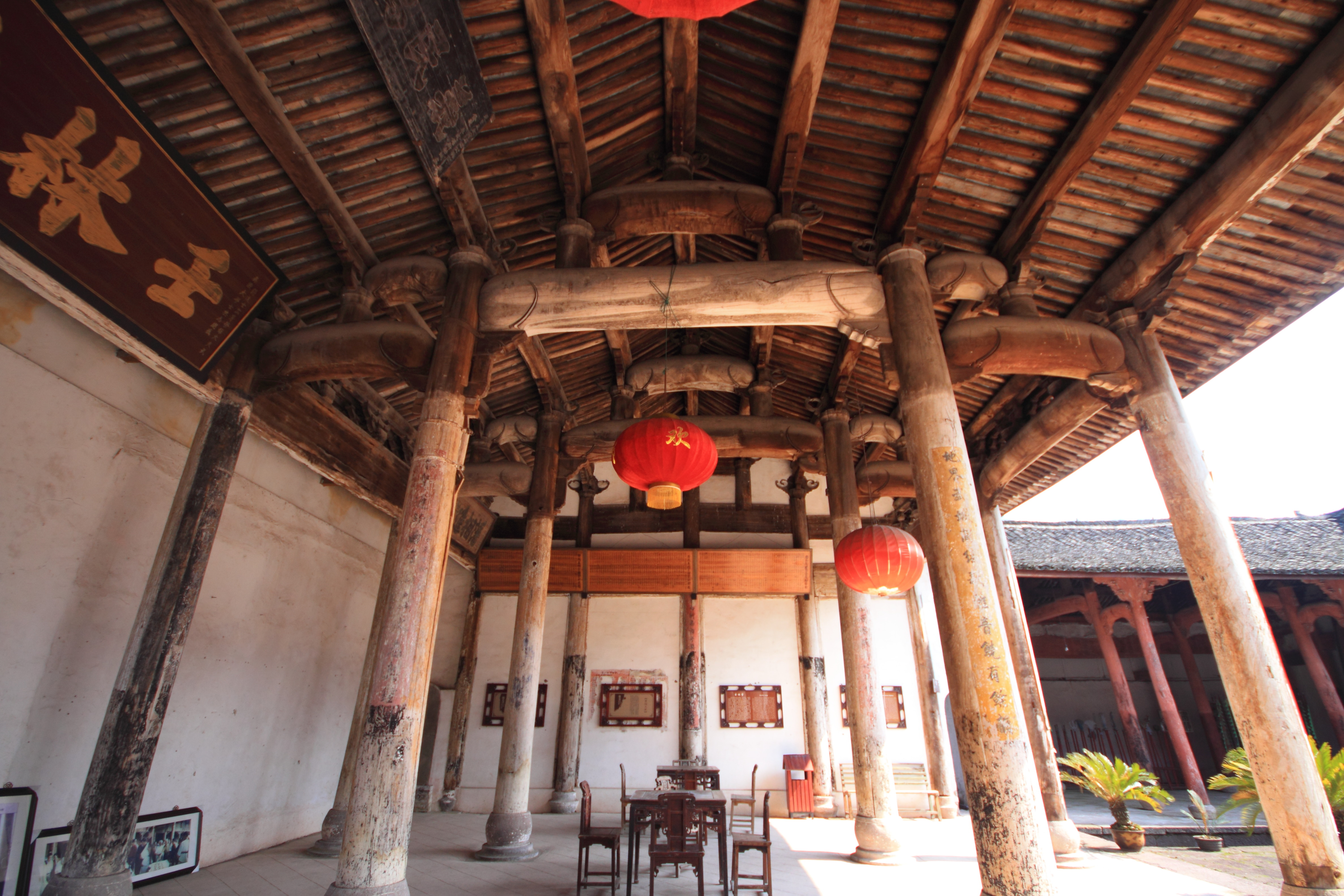
俞氏宗祠壬林堂（享堂）
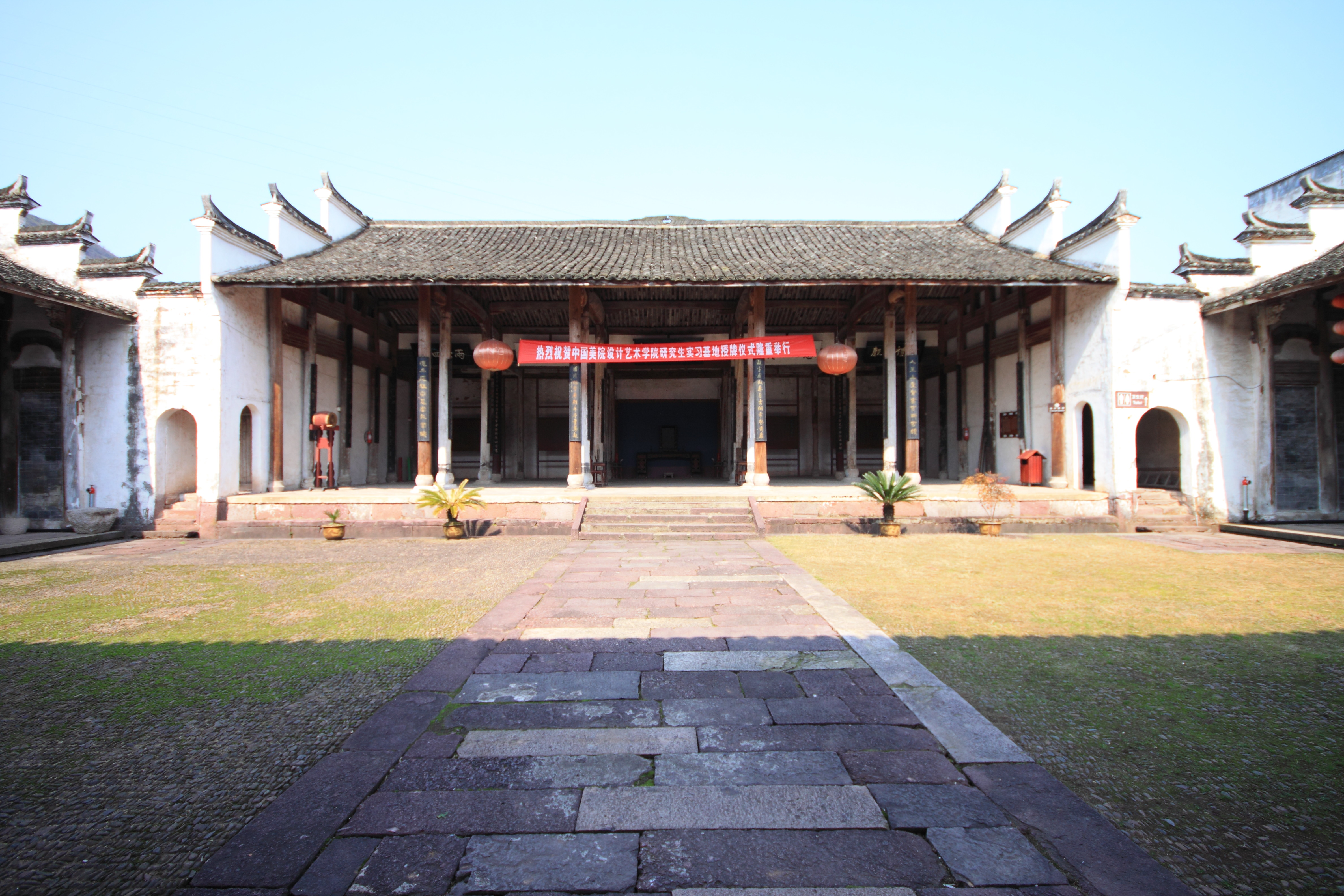
俞氏宗祠寝堂
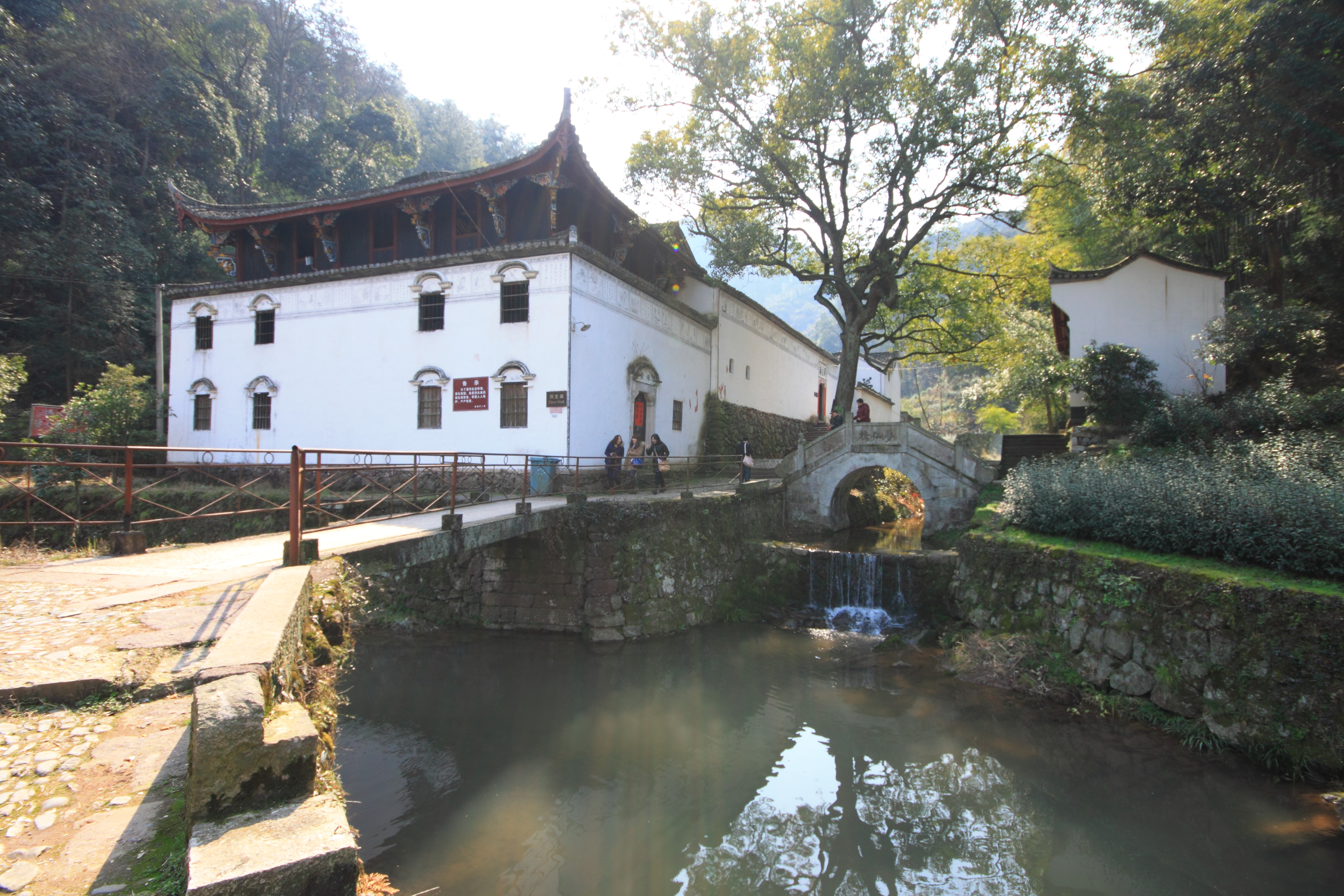
洞主庙
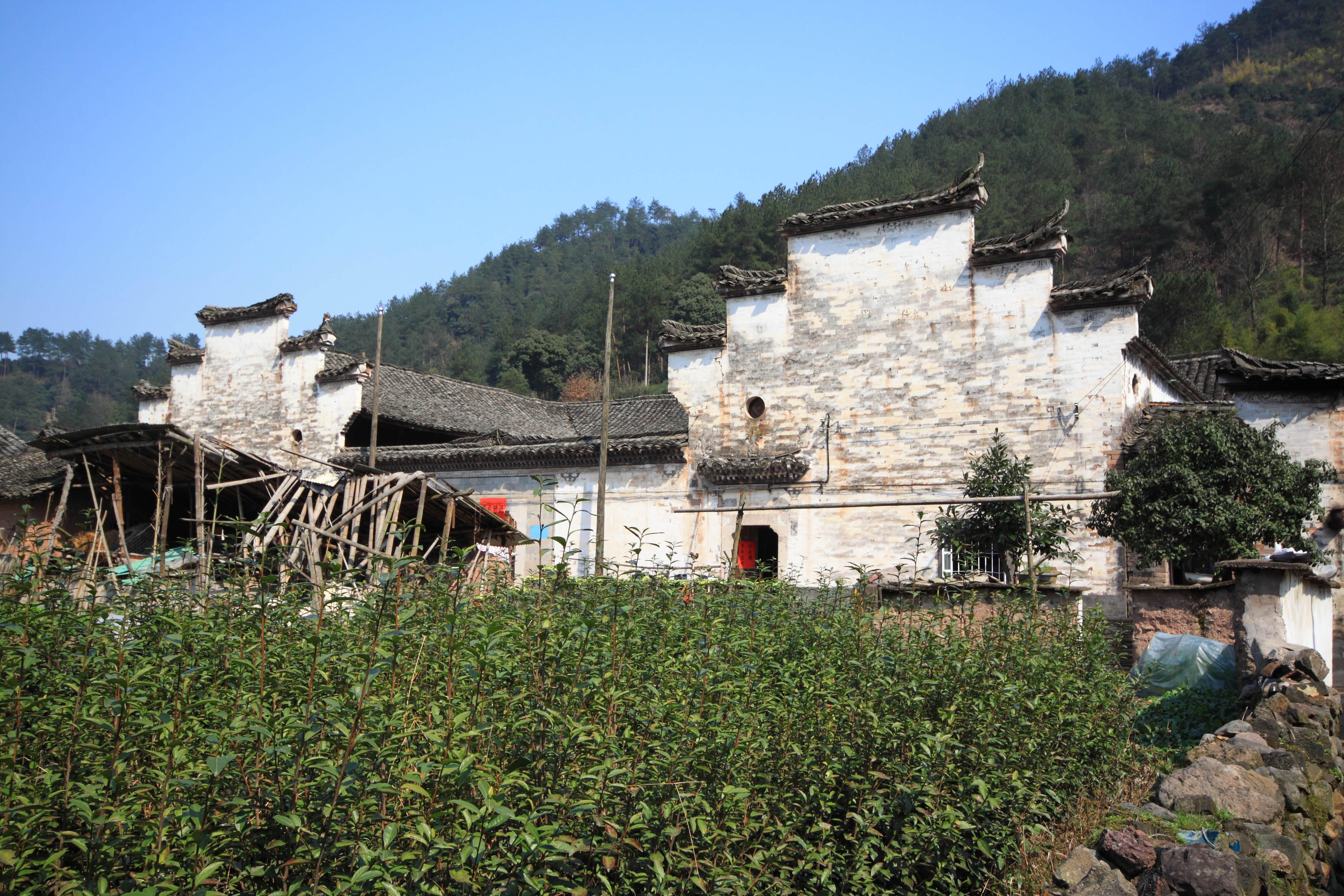
民居
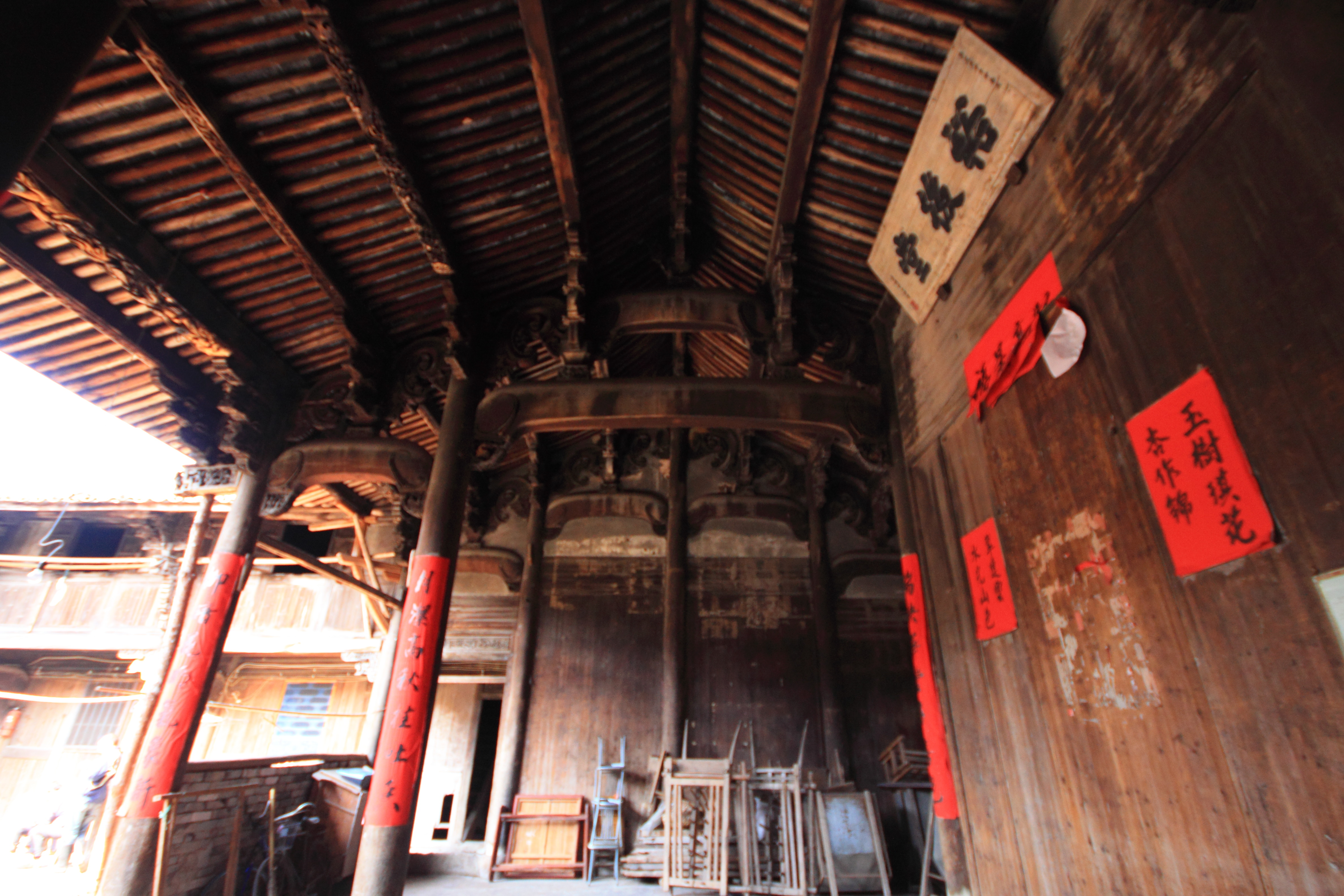
裕后堂
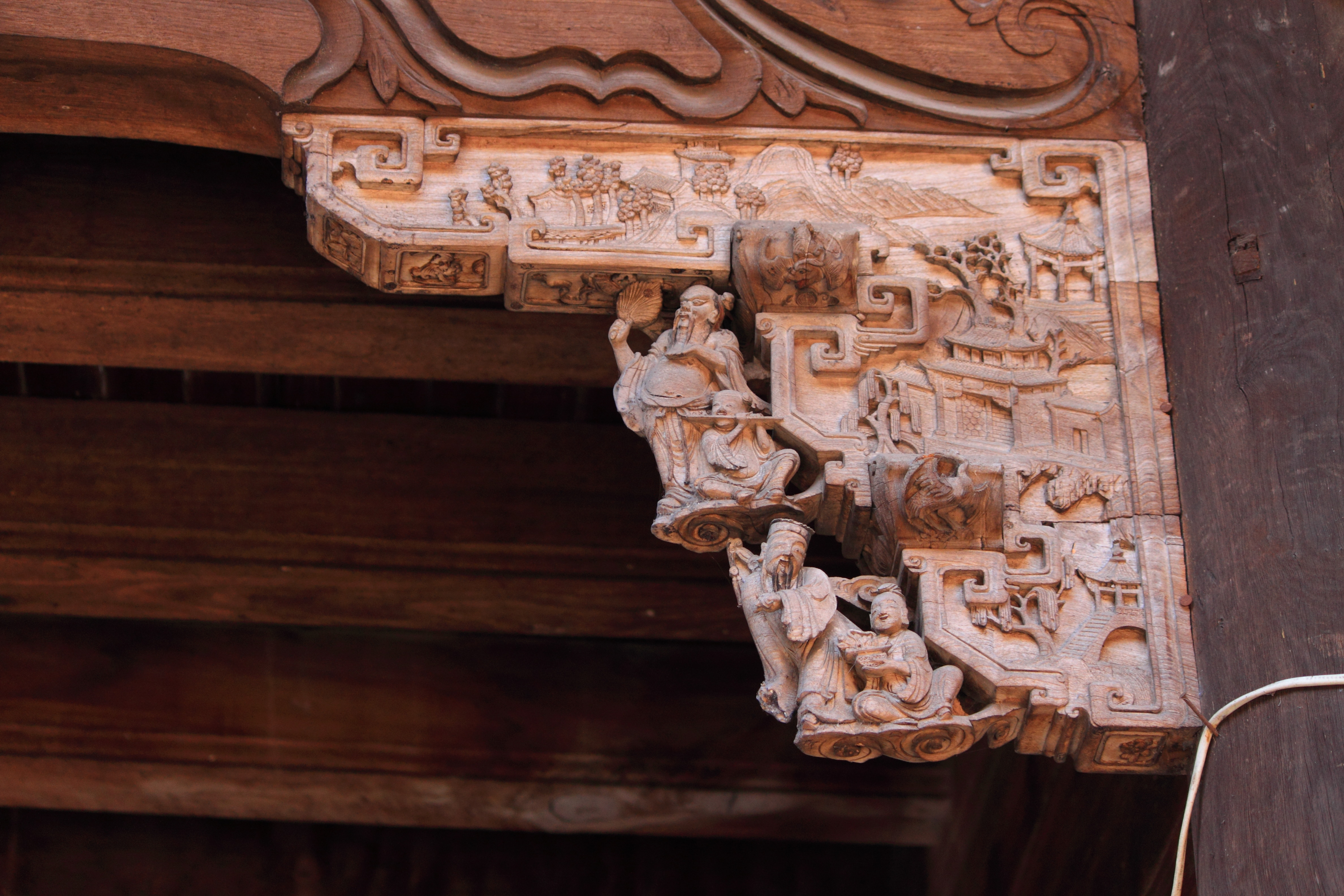
木雕